# Anamecia
Anamecia là một chi bướm đêm thuộc họ Noctuidae.